# Halyna Oschejko
Halyna Oschejko (ukrainisch Галина Ошейко, auch Galyna Osheyko transkribiert; * 23. März 1979 in Kiew, Ukrainische SSR) ist eine ehemalige ukrainische Beachvolleyballspielerin.

## Karriere
Oschejko bildete 2003 ein Duo mit Swetlana Baburyna, das bei der Europameisterschaft in Alanya als Gruppenzweiter ins Achtelfinale kam und dort den Schweizerinnen Kuhn/Schnyder-Benoit unterlag. Im folgenden Jahr schieden die Ukrainerinnen in der Vorrunde der EM in Timmendorfer Strand aus. 2005 gelangen ihnen einige vordere Plätze bei Satellite-Turnieren. Bei der EM in Moskau verloren sie ihr zweites Spiel gegen die Russinnen Schirjajewa/Urjadowa und schieden gegen das deutsche Duo Flemig/Semmler aus. 2006 in Den Haag scheiterten sie mit zwei Tiebreak-Niederlagen an den Lettinnen Jursone/Minusa und den Deutschen Pohl/Rau. Wenig erfolgreich verliefen auch die EM-Turniere 2007 in Valencia und 2008 in Hamburg, bei denen Baburyna/Oschejko in der zweiten bzw. ersten Verliererrunde scheiterten. Kurz nach der EM 2008 erreichten sie das Finale des Grand Slams in Klagenfurt am Wörthersee. Bei der Weltmeisterschaft 2009 mussten sie sich als Gruppendritte in der ersten Hauptrunde den späteren Weltmeisterinnen Ross/Kessy aus den USA geschlagen geben. Nach dem Klagenfurter Grand Slam 2010 beendete Oschejko ihre internationale Karriere.